# Hockeria hainesi
Hockeria hainesi är en stekelart som beskrevs av Halstead 1990. Hockeria hainesi ingår i släktet Hockeria och familjen bredlårsteklar. Inga underarter finns listade i Catalogue of Life.